# Битва при Мюре
Битва при Мюре (фр. Bataille de Muret) — одно из важнейших сражений альбигойских войн, состоявшееся 12 сентября 1213 года у Мюре, в Лангедоке, между крупной объединённой армией графа Раймонда VI Тулузского и короля Арагона Педро II, выступавших защитниками альбигойства, и немногочисленными войсками крестоносцев под командованием графа Симона де Монфора. Благодаря блестящей победе крестоносцы смогли подчинить существенную часть Лангедока и вывести из войны Арагонское королевство, что ускорило процесс подавления альбигойской ереси.

## Предпосылки конфликта
27 января 1213 года в Тулузе арагонский король Педро II объявил, что берёт под своё покровительство гонимых Католической церковью феодалов Лангедока — Раймонда VI графа Тулузского, Раймунда Роже графа де Фуа, Бернара VIII графа Комменж и Гастона VI Беарнского. Он потребовал от предводителя крестового похода против альбигойцев графа Симона де Монфора вернуть указанным владетелям их земли; Монфор отказался, и Педро II заявил, что вступает в войну на стороне альбигойцев и «с тысячей своих рыцарей уничтожит крестоносцев».
Воодушевлённые поддержкой Арагона, альбигойцы перешли в контрнаступление и отвоевали у крестоносцев несколько укреплённых замков. Симон де Монфор был вынужден отступить и оставить открытой дорогу на Тулузу, куда в сентябре 1213 года прибыл Педро II во главе крупной армии. Объединившись с войсками Раймонда Тулузского и графа де Фуа, арагонский король двинулся на городок Мюре и осадил его ранним утром 10 сентября 1213 года.
Симон де Монфор не мог позволить себе сдать Мюре и поспешно двинул войска на помощь осаждённым. Под его началом был лишь незначительный корпус, тогда как арагоно-лангедокская армия насчитывала в общей сложности более 50 тыс. человек.

## Ход битвы
Утром 12 сентября 1213 года, после ранней мессы, войска крестоносцев построились на Саверденском поле близ Мюре. Педро II как раз в этот момент начал штурм города, и Монфор надеялся застать его врасплох. Под проливным дождём католики совершили марш-бросок и вышли в тыл армии альбигойцев.
Появление войск Монфора заставило еретиков отступить от стен Мюре. Перебросив основные силы против крестоносцев, Педро II продолжил осаду, будучи уверен, что сумеет отбить любую атаку.
У Монфора было около тысячи рыцарей и конных сержантов и примерно шестьсот пеших воинов, которых он оставил прикрывать тылы и не вводил в бой. Альбигойская армия насчитывала 2,5 тыс. рыцарей и, по разным оценкам, от 10 до 50 тыс. пехотинцев (хотя последние цифры вероятно чудовищно завышены), преимущественно из числа тулузских ополченцев и арагонских басков-альбигойцев. Численный перевес казался немыслимым, однако Монфор принял решение идти в бой.
Крестоносцы построились в три линии: арьергардом командовал сам Симон, его друг Бушар де Марли встал во главе центра, а авангардом командовал северофранцузский рыцарь Верль д'Энконтр. Альбигойцы выстроились аналогичным образом, авангард доверили графу де Фуа, арьергард — Раймонду VI, а король Педро встал в центре. Перед битвой он провёл бессонную ночь с одной из своих многочисленных любовниц и наутро чувствовал себя измождённым, поэтому поменялся доспехами с рыцарем Гомесом и передал ему королевские регалии, чтобы не подвергать свою жизнь излишней опасности.
Битву начали альбигойцы. Авангард графа де Фуа налетел на передовые отряды крестоносцев, но тут же был отбит. Де Фуа повторил попытку, однако д’Энконтр по приказу Монфора изобразил ложное отступление, обогнув одно из предместий Мюре и внезапно атаковав не ожидавших такого поворота событий бойцов де Фуа с тыла и с флангов. «Стоял такой скрежет оружия, — сообщает хронист Гийом Пюилоранский, — что можно было подумать, будто это валится лес под ударами множества топоров». Авангард альбигойцев оказался рассеян и больше не представлял серьёзной угрозы.
Тогда крестоносцы объединили силы и нанесли контрудар в центр неприятельской армии. Им не удалось с первой попытки пробить оборону арагонцев, но Бушар де Марли с небольшим отрядом внезапно атаковал левый фланг альбигойцев и внёс смятение в их ряды. Педро II бросился туда, чтобы предотвратить панику.
Французские рыцари Ален де Руси и Флоран де Вилль, привлечённые блеском королевских доспехов, пробились к рыцарю Гомесу и атаковали его. Сражаясь, арагонец потерял шлем, и стало ясно, что настоящий король сражается среди простых воинов. Увидев своего друга в опасности, Педро II повернул, так и не усмирив панику на левом фланге, и поспешил ему на помощь. Схватившись с де Руси и де Виллем, уставший после бурной ночи король выронил секиру, и Ален де Руси, улучив момент, ударил его в грудь, убив наповал.
Известие о гибели Педро II вызвало панику среди альбигойцев, и они обратились в бегство. Раймонд VI пытался остановить бегущих, но не сумел и сам покинул поле боя.
Крестоносцы преследовали альбигойцев несколько часов, убивая всех без разбора. Многие лангедокцы и арагонцы утонули, пытаясь спастись от конных рыцарей вплавь. Осаждавшие город баски также бежали, и гарнизон Мюре бросился за ними в погоню.
Разгром альбигойцев был полным. Со стороны союзной армии погибли несколько сотен рыцарей, ещё около ста попали в плен. По разным источникам, потери среди пеших воинов альбигойской армии составили от 10 до 20 тысяч человек (Гийом Бретонский говорит о 17 тысячах убитых и пленных, Пётр Сернейский — о 12 тысячах). Крестоносцы потеряли не больше 150 рыцарей (впрочем, некоторые французские рыцари после битвы умерли от полученных ранений).

## Последствия сражения
В результате битвы при Мюре королевство Арагон официально вышло из войны. Малолетний сын Педро II Хайме стал почётным заложником в Каркассоне. Жители Тулузы признали господство Симона де Монфора.
Победа при Мюре позволила крестоносцам укрепить своё влияние в Лангедоке и продолжить наступление на владения поддерживающих альбигойство феодалов.